# گنو بین‌یوتیلز
گنو بین‌یوتیلز (به انگلیسی: GNU binutils) نامی است که به دسته‌ای از ابزارهای برنامه‌نویسی که برای ایجاد و مدیریت کردن برنامه‌ها و فایل‌های باینری، فایل‌های آبجکت، کتابخانه‌ها، داده‌های پروفایلی، کدهای منبع اسمبلی و ... مورد استفاده قرار می‌گیرند گفته می‌شود. این بسته نرم‌افزاری در ابتدا توسط برنامه‌نویسان شرکت سیگنوس سلوشنز نوشته شد. بسیاری از این ابزارها در ترکیب با کامپایلرها (از جمله جی‌سی‌سی) ابزارهای کامپایل (نظیر make) و برنامه‌های اشکال‌زدایی (نظیر جی‌دی‌بی) مورد استفاده قرار می‌گیرند. برخی از این برنامه‌ها که از libbfd استفاده می‌کنند، قابلیت کار با قالب‌های پرونده‌ای فایل‌های آبجکت که توسط این کتابخانه پشتیبانی می‌شوند را هم دارند.
H.J. Lu یک نسخه از این بسته نرم‌افزاری که مجهز به آخرین تغییرات و تکنولوژی‌هاست را اختصاص برای سیستم‌عامل لینوکس نگهداری و مدیریت می‌کند.